# Maksim Bahdanovič
Maksim Adamavič Bahdanovič, bělorusky Максім Багдановіч (9. prosinec 1891, Minsk – 25. květen 1917, Jalta) byl běloruský spisovatel, novinář a literární kritik. Důležitá postava běloruského národního obrození, člen okruhu časopisu Naša niva, bývá poovažován za zakladatele běloruské poezie.

## Život a dílo
Jako básníka ho lze řadit k romantismu, byl obeznámen s moderní evropskou poezií (mj. překládal Schillera, Puškina a Heina), ale hojně také čerpal z běloruského folklóru. Psal v "mužické" běloruštině, což byl mj. výraz vzdoru vůči carskému Rusku. Napsal jedinou básnickou sbírku Vianok (Věneček). Obsahuje poezii milostnou, přírodní i reflexivní. Řada básní z Věnečku byla zhudebněna a v Bělorusku zlidověla. Položil i základy běloruské prózy, když napsal několik povídek a novel (zejm. novela Muzyka).
Překládal do běloruštiny též klasické antické autory, Horatia a Ovidia aj. Překládal i do ruštiny. Zemřel na tuberkulózu, ve věku 26 let. Zajímavostí je, že roku 1914 vydal spis Bratři Češi, věnovaný české otázce v Rakousko-Uhersku.